# Груздь синеющий
Груздь сине́ющий (лат. Lactárius repraesentáneus) — гриб рода Млечник (Lactarius) семейства Сыроежковые (Russulaceae). Условно-съедобен.

## Описание
- Шляпка ∅ 6—14 см, вначале выпуклая, затем распростёртая и до воронковидной, с завёрнутым опушённым краем, чешуйчатая, клейкая в сырую погоду, жёлтого цвета.
- Пластинки слабо низбегающие, узкие, иногда разветвлённые, бледно-жёлтые.
- Споровый порошок желтоватый.
- Ножка ∅ 5—10 см, 1,5—3 см в высоту, суженная к основанию, в сырую погоду клейкая, рыхлая, с возрастом становится полой, светлее, чем шляпка, часто — с более тёмными углублениями и пятнами на поверхности.
- Мякоть плотная, желтоватая, с грибным запахом и слабым горьковатым вкусом.
- Млечный сок обильный, белый, на воздухе быстро лиловеет.

### Изменчивость
Все части гриба при повреждении быстро приобретают лиловый цвет. На шляпке могут присутствовать слабо выраженные концентрические кольца.

## Экологияи распространение
Образует микоризу с елью, берёзой, ивой. Встречается в смешанных и лиственных лесах в сырых местах, одиночно или группами, довольно редко.
Широко распространён в Евразии и в Северной Америке, встречается в Арктике (Таймыр, Гренландия).
Сезон — конец августа-сентябрь.

## Сходные виды
- Груздь жёлтый (Lactarius scrobiculatus) на срезе желтеет, а не лиловеет.

## Синонимы

### Латинские синонимы
- Lactarius scrobiculatus var. repraesentaneus (Britzelm.) Killerm., 1933

### Русские синонимы
- Груздь золотисто-жёлтый
- Груздь лиловеющий
- Груздь собачий
- Млечник представительный[1]

## Пищевые качества
Гриб условно съедобен, употребляется солёным.